# Campeonato Mundial de Remo de 2023
El LI Campeonato Mundial de Remo se celebró en Belgrado (Serbia) entre el 3 y el 10 de septiembre de 2023 bajo la organización de la Federación Internacional de Sociedades de Remo (FISA) y la Federación Serbia de Remo.
Las competiciones se realizaron en el canal del Parque Ada Ciganlija, sobre el río Sava.

## Medallistas

### Masculino
| Evento                               | Oro | Plata | Bronce |
| ------------------------------------ | --- | --- | --- |
| Scull individual M1X (10.09)         | Oliver Zeidler · Alemania · 6:38,08 | Simon van Dorp · Países Bajos · 6:39,26 | Thomas Mackintosh Nueva Zelanda 6:40,33 |
| Doble scull M2X (10.09)              | Melvin Twellaar · Stefan Broenink · Países Bajos · 6:09,19                                                                                          | Martin Sinković · Valent Sinković · Croacia · 6:12,44 | Daire Lynch Philip Doyle Irlanda 6:13,41 |
| Cuatro scull M4X (09.09)             | Lennart van Lierop · Finn Florijn · Tone Wieten · Koen Metsemakers · Países Bajos · 5:52,33                                                         | Nicolò Carucci · Andrea Panizza · Luca Chiumento · Giacomo Gentili · Italia · 5:54,58 | Dominik Czaja · Fabian Barański · Mirosław Ziętarski · Mateusz Biskup · Polonia · 5:55,02                                                                  |
| Dos sin timonel M2- (09.09)          | Roman Röösli · Andrin Gulich · Suiza · 6:51,09 | Oliver Wynne-Griffith Thomas George Reino Unido 6:53,46 | Ross Corrigan Nathan Timoney Irlanda 6:54,22 |
| Cuatro sin timonel M4- (09.09)       | Oliver Wilkes David Ambler Matthew Aldridge Frederick Davidson Reino Unido 6:04,35                                                                  | Justin Best Nicholas Mead Michael Grady Liam Corrigan Estados Unidos 6:06,37 | Oliver Maclean Logan Ullrich Thomas Murray Matthew MacDonald Nueva Zelanda 6:08,44                                                                         |
| Ocho con timonel M8+ (10.09)         | Jacob Dawson Morgan Bolding Rory Gibbs Sholto Carnegie Charles Elwes Thomas Digby James Rudkin Thomas Ford Harry Brightmore (t) Reino Unido 5:24,20 | Guus Mollee · Olav Molenaar · Jan van der Bij · Guillaume Krommenhoek · Sander de Graaf · Jacob van de Kerkhof · Gert-Jan van Doorn · Mick Makker · Dieuwke Fetter (t) · Países Bajos · 5:25,23 | Patrick Holt Joshua Hicks Benjamin Canham Timothy Masters Jack Robertson Joseph O'Brien Angus Dawson Angus Widdicombe Kendall Brodie (t) Australia 5:26,65 |
| Scull individual ligero LM1X (08.09) | Andri Struzina · Suiza · 7:42,41 | Niels Torre · Italia · 7:44,90 | Artur Mikołajczewski · Polonia · 7:47,72 |
| Doble scull ligero LM2X (09.09)      | Fintan McCarthy Paul O'Donovan Irlanda 6:32,09 | Jan Schäuble · Raphaël Ahumada · Suiza · 6:34,38 | Stefano Oppo · Gabriel Soares · Italia · 6:34,77 |
| Cuatro scull ligero LM4X (08.09)     | Luca Borgonovo · Nicolò Demiliani · Pietro Ruta · Matteo Tonelli · Italia · 6:29,42                                                                 | Max von Bülow · Simon Klüter · Fabio Kress · Joachim Agne · Alemania · 6:37,83 | Bernard Aparicio Ian Richardson Casey Howshall Jamie Copus Estados Unidos 6:43,82                                                                          |
| Dos sin timonel ligero LM2- (08.09)  | Francesco Bardelli · Stefano Pinsone · Italia · 7:34,82                                                                                             | Bence Szabó · Kálmán Furkó · Hungría · 7:40,23 | Dmitrii Zincenco Nichita Naumciuc Moldavia 7:57,24 |

### Femenino
| Evento                               | Oro | Plata | Bronce |
| ------------------------------------ | --- | --- | --- |
| Scull individual W1X (10.09)         | Karolien Florijn · Países Bajos · 7:14,35 | Emma Twigg Nueva Zelanda 7:19,43 | Tara Rigney Australia 7:21,07 |
| Doble scull W2X (10.09)              | Nicoleta-Ancuța Bodnar · Simona Radiș · Rumania · 6:46,94 | Donata Karalienė · Dovilė Rimkutė · Lituania · 6:50,34 | Kristina Wagner Sophia Vitas Estados Unidos 6:50,45 |
| Cuatro scull W4X (09.09)             | Lauren Henry Hannah Scott Lola Anderson Georgina Brayshaw Reino Unido 6:29,70 | Roos de Jong · Tessa Dullemans · Laila Youssifou · Bente Paulis · Países Bajos · 6:30,37                                                                                     | Chen Yunxia Zhang Ling Lyu Yang Cui Xiaotong China 6:35,05                                                                                                  |
| Dos sin timonel W2- (09.09)          | Ymkje Clevering · Veronique Meester · Países Bajos · 7:20,52 | Jessica Morrison Annabelle McIntyre Australia 7:22,90 | Ioana Vrînceanu · Roxana Anghel · Rumania · 7:24,33 |
| Cuatro sin timonel W4- (09.09)       | Marloes Oldenburg · Hermijntje Drenth · Tinka Offereins · Benthe Boonstra · Países Bajos · 6:41,82                                                                                           | Mădălina Bereș · Maria Tivodariu · Maria-Magdalena Rusu · Amalia Bereș · Rumania · 6:43,29                                                                                   | Heidi Long Rowan McKellar Helen Glover Rebecca Shorten Reino Unido 6:44,31                                                                                  |
| Ocho con timonel W8+ (10.09)         | Maria-Magdalena Rusu · Roxana Anghel · Adriana Adam · Iuliana Buhuș · Mădălina Bereș · Maria Tivodariu · Ioana Vrînceanu · Amalia Bereș · Victoria-Ştefania Petreanu (t) · Rumania · 6:01,28 | Emily Froehlich Margaret Hedeman Jessica Thoennes Regina Salmons Alina Hagstrom Brooke Mooney Mary Mazzio-Manson Charlotte Buck Cristina Castagna (t) Estados Unidos 6:03,73 | Paige Barr Georgie Gleeson Olympia Aldersey Lily Alton-Triggs Georgina Rowe Jacqueline Swick Molly Goodman Bronwyn Cox Hayley Verbunt (t) Australia 6:04,17 |
| Scull individual ligero LW1X (08.09) | Siobhan McCrohan Irlanda 8:47,96 | Kenia Lechuga · México · 8:51,57 | Sophia Luwis Estados Unidos 8:52,48 |
| Doble scull ligero LW2X (09.09)      | Emily Craig Imogen Grant Reino Unido 7:19,23 | Michelle Sechser Mary Jones Estados Unidos 7:22,89 | Mariana-Laura Dumitru · Ionela-Livia Cozmiuc · Rumania · 7:23,70                                                                                            |
| Dos sin timonel ligero LW2- (08.09)  | Serena Mossi · Elisa Grisoni · Italia · 8:33,13 | Luise Münch · Eva Hohoff · Alemania · 8:40,64 | Solveig Imsdahl Elaine Tierney Estados Unidos 8:51,84 |

## Medallero
| Núm. | País           | Oro | Plata | Bronce | Total |
| ---- | -------------- | --- | ----- | ------ | ----- |
| 1    | Países Bajos   | 5   | 3     | 0      | 8     |
| 2    | Reino Unido    | 4   | 1     | 1      | 6     |
| 3    | Italia         | 3   | 2     | 1      | 6     |
| 4    | Rumania        | 2   | 1     | 2      | 5     |
| 5    | Suiza          | 2   | 1     | 0      | 3     |
| 6    | Irlanda        | 2   | 0     | 2      | 4     |
| 7    | Alemania       | 1   | 2     | 0      | 3     |
| 8    | Estados Unidos | 0   | 3     | 4      | 7     |
| 9    | Australia      | 0   | 1     | 3      | 4     |
| 10   | Nueva Zelanda  | 0   | 1     | 2      | 3     |
| 11   | Croacia        | 0   | 1     | 0      | 1     |
| 11   | Hungría        | 0   | 1     | 0      | 1     |
| 11   | Lituania       | 0   | 1     | 0      | 1     |
| 11   | México         | 0   | 1     | 0      | 1     |
| 15   | Polonia        | 0   | 0     | 2      | 2     |
| 16   | China          | 0   | 0     | 1      | 1     |
| 16   | Moldavia       | 0   | 0     | 1      | 1     |
|      | TOTAL          | 19  | 19    | 19     | 57    |